# Jan Misiek
Jan Misiek (ur. 1949 w Słupsku) – polski malarz, grafik.

## Życiorys
Ukończył w roku 1968 Liceum Sztuk Plastycznych w Gdyni-Orłowie. Studiował na Wydziale Malarstwa w Państwowej Wyższej Szkole Sztuk Plastycznych w Gdańsku, dyplom uzyskał w 1975 w pracowni profesora Władysława Jackiewicza. 
Był redaktorem graficznym Wydawnictwa Morskiego (1979–1990) i miesięcznika „Pomerania” (1995–1999). 
Uprawia malarstwo, collage i grafikę książkową. Jest członkiem ZPAP i międzynarodowej grupy artystycznej Groupe Chanteloube. Brał udział w 60 wystaw indywidualnych m.in. w Polsce, Holandii, Niemczech, Włoszech, na Litwie, udział w wystawach zbiorowych we Francji, Niemczech, Hiszpanii.
Jego prace znajdują się w zbiorach muzealnych w Gdańsku, Toruniu, Druskiennikach, Lęborku, a także w zbiorach Urzędu Miejskiego w Gdańsku, Stadtamt w Heidelbergu, Muzeum Książki Artystycznej w Łodzi oraz prywatnych kolekcjach w Polsce i wielu krajach Europy.

## Wybrane wystawy indywidualne
- 1975 – Salon Młodych, Gdynia
- 1975 – Galeria GTPS, Gdańsk
- 1976 – Galeria EL, Elbląg
- 1989 – Galeria „U Literatów”, Gdańsk
- 1989 – M. Scholl, Ede, Holandia
- 1989 – Galeria „Zar” Gdańsk
- 1993 – Galeria Arche, Gdańsk
- 1994 – Galerie Neuropa, Heidelberg
- 1994 – Galeria Portal, Gdańsk
- 1996 – Muzeum Żuławskie
- 1997 – Inter-Art.-Galerie, Stuttgart
- 1998 – Muzeum Historii Miasta Gdańska
- 1998 – Gdańsk; BWA Słupsk
- 1998 – Muzeum Narodowe, Gdańsk
- 1999 – Villa Cicogna, Bisuschio-Varese, Włochy

## Wybrane wystawy zbiorowe
- 1976 – VIII Festiwal Malarstwa Polskiego, Szczecin
- 1977 – Dni Polskie w Kilonii, Kilonia
- 1978 – XXXII Ogólnopolski Zimowy Salon Plastyki, Radom
- 1990 – Triennale Sztuki Gdańskiej, BWA, Sopot – wyróżnienie
- 1991 – W. Galerie, Heidelberg
- 1992 – Kuratorium der Willibald-Kramm-Preis-Stiftung, Heidelberg (z Andrzejem Urbańskim)
- 1992 – Nadbałtyckie Centrum Kultury, Gdańsk (z Andrzejem Urbańskim)
- 1992 – Silva Rerum, Ratusz Staromiejski, Gdańsk
- 1993 – Cztery kolory, Galeria Arche, Gdańsk
- 1994 – Dni Polskie, Norderstedt
- 1995 – E. Vrughing Gallery, Zutphen (z Andrzejem Urbańskim)
- 1995 – Wystawa rzeźby i malarstwa „Awangarda”, Hamburg
- 1995 – Kunst uit Polen Brummen, Lochem, Made – Drimmelen
- 1996 – Kunst uit Polen, Houten
- 1996 – Galerie Melnikow; Heidelberg
- 1996 – XVI Festiwal Malarstwa Polskiego, Szczecin
- 1999 – Nie na temat, Muzeum w Lęborgu {z Markiem Wróblem)
- 2000 – Bez tytułu – pamięci profesora Kazimierza Ostrowskiego" Galeria 78, Gdynia
- 2000 – Oliwa bliżej Gdańska – Gdańsk bliżej sztuki, Dworek – Galeria Artystycznej Inicjatywy, Gdańsk Oliwa

## Nagrody
- Nagroda Prezydenta Miasta Gdańska w Dziedzinie Kultury z okazji jubileuszu 25-lecia pracy artystycznej (2002)
- Nagroda Prezydenta Miasta Gdańska w Dziedzinie Kultury z okazji 30-lecia pracy twórczej (2005)
- Nagroda Prezydenta Miasta Gdańska w Dziedzinie Kultury z okazji jubileuszu 35-lecia pracy artystycznej, za stałe poszukiwania nowych form wyrazu w plastyce, za ponadczasowe graficzne projekty książek (2010)
- Nagroda Prezydenta Miasta Gdańska w Dziedzinie Kultury z okazji 45-lecia pracy twórczej (2023)

Źródło:.